# 文箱
文箱（ふばこ）とは、書状などを入れておく手箱。また、書状を入れて先方に届ける細長い箱である。書物を入れ、背負って運ぶ箱。きゅう。
文筥、文笥、文笈などとも書かれ、『倭名類聚抄』では「笈」を不美波古（ふみはこ）と読み、「書を負う箱なり」とあって、古くは書籍を入れて担い運ぶ箱を指していたが、中世以降はおもに書状を入れて往復する細長い箱、あるいは書状や願文などを入れておく箱をさすようになった。
江戸時代には、蒔絵や螺鈿などの美しい飾り文箱を嫁入り調度品として取りそろえるようになり、大きさや用途に応じて、大（おお）文箱（長文箱）、小（こ）文箱、半文箱、五節（ごせち）文箱（五節句の絵があるもの）、贈答文箱、常用文箱などと呼び分けられるようになった。